# Czerwone kwiaty, czarne kwiaty
Czerwone kwiaty, czarne kwiaty (tytuł oryginalny: Lule të kuqe, lule të zeza) – albański film fabularny z roku 2003 w reżyserii Mevlana Shanaja.

## Opis fabuły
Film porusza problem kryzysu społecznego, który ogarnął Albanię po wydarzeniach "krwawej wiosny" 1997 roku. W wyniku samosądów giną najbliżsi Liljany i Any, dwóch kobiet, które połączy wspólne nieszczęście. Film realizowano w rejonie Gjirokastry.
Film realizowano w Sarandzie. Na XII Festiwalu Filmów Albańskich nagrodzono film za najlepsze zdjęcia i najlepszą muzykę.

## Obsada
- Enver Petrovci jako Nan Golemi
- Mevlan Shanaj jako Sfinks
- Elia Zaharia jako Ana Golemi
- Kastriot Çaushi jako Alfonso
- Bujar Lako jako Schengen
- Vasjan Lami jako Rrapi
- Petrit Malaj jako Nils
- Yllka Mujo jako Liliana
- Gentian Demaliaj jako Beni
- Ingvar Hakanson jako Patrick
- Kleid Kapexhiu jako Ari
- Daniel Pernaux